# Dicranorchesella
Genre
Dicranorchesella est un genre de collemboles de la famille des Orchesellidae.

## Distribution
Les espèces de ce genre sont endémiques du Mexique.

## Liste des espèces
Selon Checklist of the Collembola of the World (version du 23 août 2019) :
- Dicranorchesella boneti Mari Mutt, 1977
- Dicranorchesella fina Mari Mutt, 1981
- Dicranorchesella occulta Mari Mutt, 1978
- Dicranorchesella seminuda Mari Mutt, 1984

## Publication originale
- Mari Mutt, 1977 : Dicranorchesella, a new genus of springtails from Mexico (Collembola: Entomobryidae). Proceedings of the Entomological Society of Washington, vol. 79, no 3, p. 377-382 (texte intégral).